# Contadina de Asís
Contadina de Asís es un cuadro realizado en 1888 por el pintor valenciano Joaquín Sorolla.

## Descripción
Pintado durante el retiro del pintor en Asís, se trata de un retrato femenino que significó el principio de su pintura realista: los colores tradicionales de la pintura académica, cálidos y tostados, dejan paso a gamas más luminosas, introducidas por los impresionistas. En él aparece una campesina, de busto y girando levemente la cabeza hacia la derecha, que se recorta sobre un paisaje salpicado de amapolas. Su cabeza se cubre con un pañuelo rojo anudado en la nuca y su blusa blanca aparece cubierta por un corpiño, también rojo.